# Nàiade (satèl·lit)
Nàiade, és un satèl·lit de Neptú, també anomenat Neptú III. El seu nom prové de la mitologia grega, concretament, d'una llegenda que tracta sobre uns éssers mítics anomenats Nàiades.

## Descobriment
Aquest petit satèl·lit del gegant gasós, va ser descobert per la sonda espacial Voyager 2, el 18 de setembre de 1989, i se li donà la designació de S/1989 N 6. Com molts altres satèl·lits del vuitè planeta, se li donà la seva designació oficial (l'actual), l'any 1991.

## Característiques
El fred i monòton satèl·lit Nàiade, com tots el satèl·lits de Neptú (excepte Tritó) té una superfície irregular no-esfèrica. Tampoc mostra signes d'activitat geològica. Es creu que es va formar per romanents còsmics d'altres antics (o actuals) satèl·lits de l'últim planeta. Amb un diàmetre de poc més de 65 km, i 51 K de temperatura, li acabarà passant el mateix que molts altres satèl·lits de Neptú: acabarà travessant el límit de Roche, i reduït a restes còsmiques. Però, com Nàiade és el més proper a Neptú, a tan sols una distància aproximada de 48.227 km, serà el pròxim satèl·lit polvoritzat del gegant gasós.

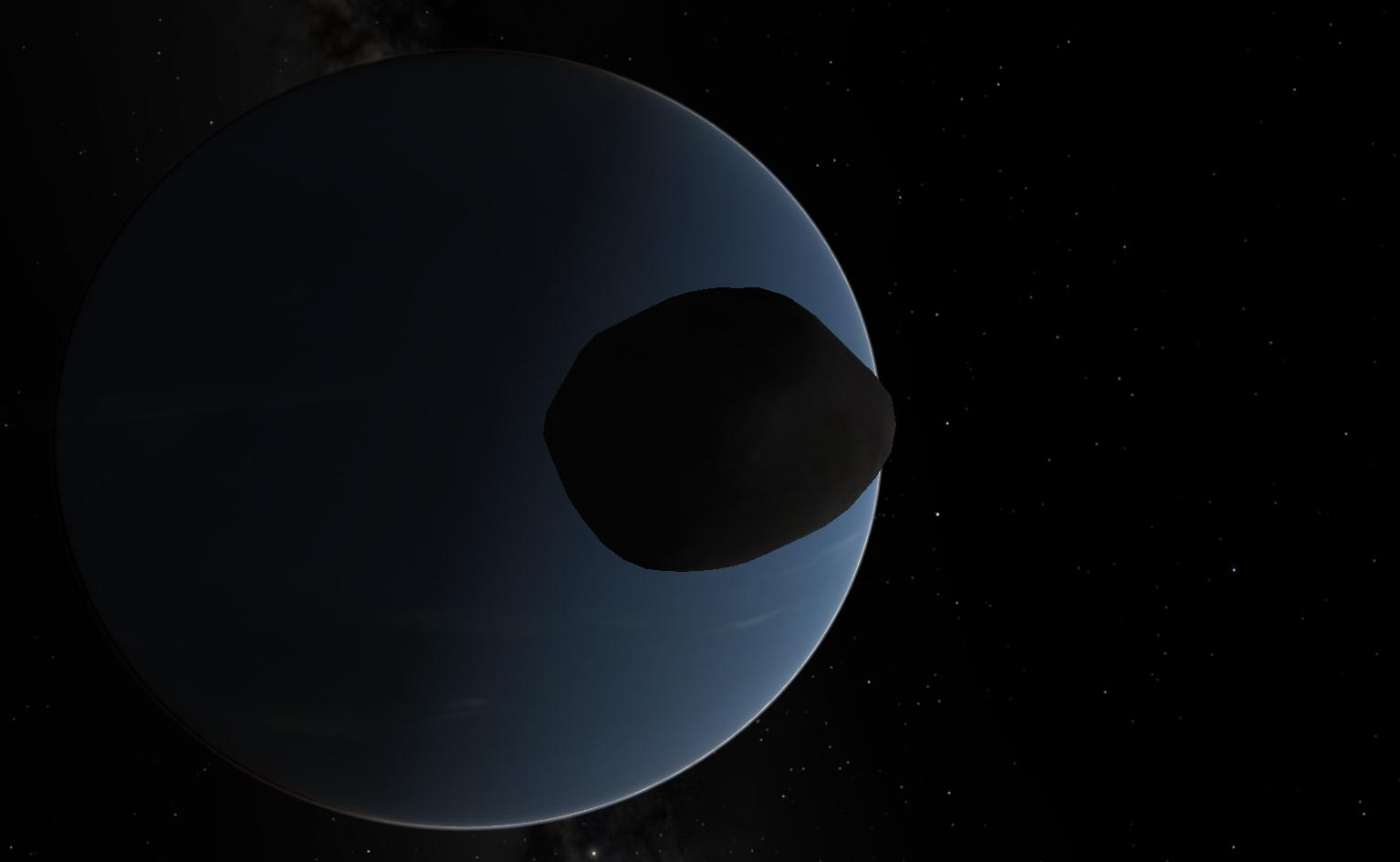
A Una simulació de Nàiade orbitant al voltant de Neptú. A la part inferior esquerre s'hi pot apreciar el Sol